# Cunha (Braga)

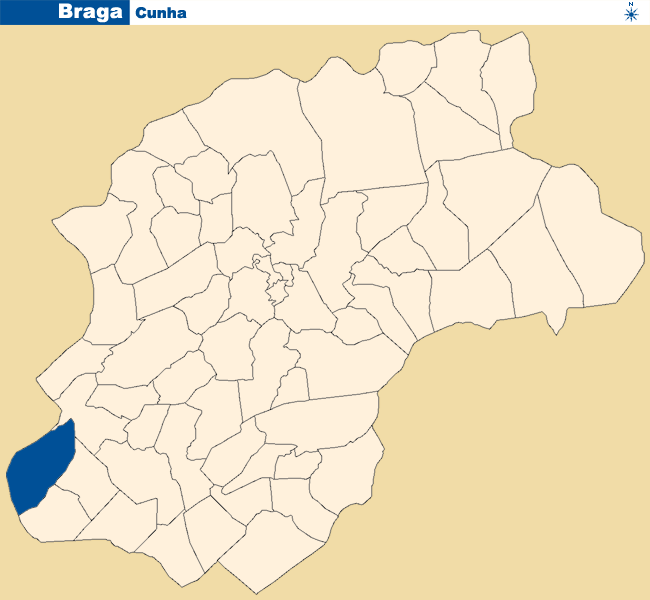

Cunha é uma povoação portuguesa do Município de Braga que foi sede da extinta Freguesia de Cunha, freguesia que tinha 3,31 km² de área e 646 habitantes (2011), e, por isso, uma densidade populacional de 195,2 hab/km².
A Freguesia de Cunha foi extinta em 2013, no âmbito de uma reforma administrativa nacional, tendo sido agregada à Freguesia de Arentim, para formar uma nova freguesia denominada União das Freguesias de Arentim e Cunha com a sede em Arentim.

## População
| População da freguesia de Cunha (1864 – 2011) | População da freguesia de Cunha (1864 – 2011) | População da freguesia de Cunha (1864 – 2011) | População da freguesia de Cunha (1864 – 2011) | População da freguesia de Cunha (1864 – 2011) | População da freguesia de Cunha (1864 – 2011) | População da freguesia de Cunha (1864 – 2011) | População da freguesia de Cunha (1864 – 2011) | População da freguesia de Cunha (1864 – 2011) | População da freguesia de Cunha (1864 – 2011) | População da freguesia de Cunha (1864 – 2011) | População da freguesia de Cunha (1864 – 2011) | População da freguesia de Cunha (1864 – 2011) | População da freguesia de Cunha (1864 – 2011) | População da freguesia de Cunha (1864 – 2011) |
| --------------------------------------------- | --------------------------------------------- | --------------------------------------------- | --------------------------------------------- | --------------------------------------------- | --------------------------------------------- | --------------------------------------------- | --------------------------------------------- | --------------------------------------------- | --------------------------------------------- | --------------------------------------------- | --------------------------------------------- | --------------------------------------------- | --------------------------------------------- | --------------------------------------------- |
| 1864                                          | 1878                                          | 1890                                          | 1900                                          | 1911                                          | 1920                                          | 1930                                          | 1940                                          | 1950                                          | 1960                                          | 1970                                          | 1981                                          | 1991                                          | 2001                                          | 2011                                          |
| 520                                           | 437                                           | 485                                           | 511                                           | 467                                           | 502                                           | 471                                           | 592                                           | 612                                           | 627                                           | 642                                           | 611                                           | 550                                           | 612                                           | 646                                           |

## História
Em 1286, esta terra fértil em cereais e em gado, que havia sido doada aos da Cunha pelo Conde D. Henrique, passou para o Padroado Real pelo rei D. Dinis I de Portugal como castigo imposto a Lourenço Gomes da Cunha por este haver causado certos agravos e prejuízos às freiras de Santa Ana de Coimbra, tal como o descreve a ‘Coreografia Portuguesa’ e descrição topográfica do padre António Carvalho da Costa.
Esta decisão foi tomada quando a localidade “tinha sessenta vizinhos”.
Cunha e Ruilhe são duas freguesias irmanadas na história, uma vez que foram doadas à câmara de Guimarães pelo Duque de Barcelos, D. Jaime, para lhe varrerem as ruas nove vezes por ano como expiação do castigo imposto aos de Barcelos que se portarem cobardemente na conquista de Ceuta.
Cunha encontra-se na parte sudoeste do concelho, no limite com o vizinho município de Barcelos, num fértil vale que permite a prática de uma agricultura rentável. A dez quilómetros de Braga, confina com Tadim, Ruilhe e Arentim.
O Povoado do Pego representa o povoamento inicial da localidade. Trata-se de uma mancha de ocupação, cujos materiais são na sua maioria difícil datação. Ainda assim, é possível encontrar características da Idade do Bronze e da Idade do Ferro, num reduto defensivo que se prolongou até à Idade Média Cristã.
A Fossa de Frijão, no lugar de Espinheiral, terá sido utilizada como tal (fossa detrítica) durante a Idade do Ferro e o período romano, sem que tenham surgido, no entanto, quaisquer vestígios de ocupação.
Nesse mesmo local, a meia encosta, foram encontrados vários fragmentos de moinhos manuais (moventes e dormentes) provenientes de um antigo povoado da Idade do Ferro. Esse povoado encontra-se numa vertente do monte voltado aos férteis vales de ribeiros tributários do rio Este.
A importância da povoação continuou no período medieval. D. Afonso Henriques incluiu-a numa doação ao arcebispo de Braga em 1128. Recebeu carta de foral em 5 de abril de 1263, era rei D. Afonso III de Portugal. Os Cunhas foram os primeiros donatários da povoação, que assim ficou com o nome dessa família.
D. Gomes Lourenço da Cunha perdeu o padroado de Cunha em 8 de Setembro de 1285, por ordem do rei D. Dinis, que entregou a povoação às freiras de Sant'Anna de Coimbra.
Cunha apresenta alguns atractivos para os possíveis visitantes. Entre eles, a Igreja Paroquial de S. Miguel, a Capela de Nossa Senhora do Carmo e do Campo e a Quinta do Portelo.

## Localização
Localiza-se na parte sudoeste do município, no limite com o município de Barcelos a dez quilómetros do centro de Braga.
Confina com Tadim, Ruilhe e Arentim.

## Património
- Moinho da Levegada
- Igreja Paroquial de S. Miguel
- Capela Nossa Senhora da Graça
- Capela Senhora do Carmo (Transformada em espaço de actividades culturais e recreativas).
- Escavações Arqueológicas do Pego

### Escavações Arqueológicas do Pego
A recuperação dum moinho de água com quase 150 anos, em Cunha, Braga, marca o início dum projecto ambicioso da Junta de Freguesia, que pode vir a incluir a revalorização doutros exemplares do mesmo género. A criação dum parque de lazer arborizado e dum museu do pão estão também nas intenções do Presidente.
Já foi inaugurado o primeiro exemplar, datado de 1865, chamado Moinho da Levegada, que em tempos chegou a moer 60 quilos de cereais por dia.
Uma equipa de arqueólogos e estudantes de Arqueologia da Universidade do Minho encontrou vestígios pré-históricos em Cunha, mais concretamente no Lugar do Pego.
Durante as escavações, que começaram no início do mês de Julho de 2004 a equipa identificou várias estruturas sepulcrais junto das quais foram encontrados dois vasos dum período da pré-história que ainda não está muito estudado.
A equipa de arqueólogos encontrou os vestígios dum povoado e duma necrópole. Naquela que seria a aldeia, foram encontradas diversas fossas típicas do povoado da Idade do Bronze e inúmeros fragmentos de cerâmicas.
Além destes achados, os arqueólogos encontraram um molde de fundição em cerâmica. António Dinis explicou que estes moldes são muito raros no norte de Portugal e que «só por esta descoberta as escavações teriam valido a pena». O lado da necrópole está mais destruído mas mesmo assim foi possível encontrar as diversas sepulturas escavadas no saibro.
O arqueólogo António Dinis salienta que estas descobertas vão permitir estudar um período da pré-história que não é muito conhecido. «Os materiais encontrados no interior dos vasos (carvões e sementes), vão-nos permitir tirar informações sobre a economia e o tipo de vida deste povoado», explicou. Por outro lado, será possível tecer considerações sobre a «ideologia e mentalidade desta gente». Todos os materiais foram levados para o Museu Dom Diogo de Sousa, onde serão devidamente estudados.
As escavações em Cunha começaram depois de terem sido encontrados fragmentos de cerâmicas durante os trabalhos de remodelação do caminho-de-ferro. «Este local esteve para ser destruído porque estavam a retirar saibro para o caminho-de-ferro. Foi nessa altura que apareceram os primeiros vestígios».
Nas escavações de Cunha estiveram envolvidos 16 alunos de Arqueologia da UM, que se encontram a fazer estágio, e 3 arqueólogos, também da UM.

## Personalidades ilustres
- Senhor da Cunha e Conde da Cunha

## Festas e Romarias
- Festa de Nossa Senhora do Rosário (3.º Domingo de Março)
- Festa de Nossa Senhora do Carmo (2.º Domingo de Agosto)
- Festa de São Miguel (29 de Setembro)